# Type de matchs au catch
 (mai 2009).
Si vous disposez d'ouvrages ou d'articles de référence ou si vous connaissez des sites web de qualité traitant du thème abordé ici, merci de compléter l'article en donnant les références utiles à sa vérifiabilité et en les liant à la section « Notes et références ».
 (octobre 2011).
Cette page recense les différents types de matchs de catch hors matchs classiques.
Les matchs spéciaux sont plus rares que les matchs « classiques » et se déroulent majoritairement lors des pay-per-view. Les règles des types de matchs suivants peuvent être mixées: par exemple, à WWE Hell in A Cell, en 2010, il y a eu un Triple Threat Submissions Count Anywhere match entre Johnny Morrison, The Miz et Daniel Bryan, qui mélangeait les règles d'un Triple Threat match, d'un Submission match et d'un Falls Count Anywhere

## Match simple
Un match simple est le plus basique de tous les matchs de la lutte professionnelle, qui implique deux concurrents pour un tombé. La victoire peut s'obtenir par : tombé, soumission, knockout, décompte ou disqualification.

### Best of Seven Series match
Un Best of Seven Series match (littéralement : « match au meilleur des 7 séries ») est un match classique, dans lequel un ou plusieurs catcheur(se)s s'affrontent dans une série de 7 matchs. Le(La) ou les gagnant(e)s de ces 7 rencontres est celui ou celle qui remporte le plus de points.

### Blindfold match
Un Blindfold match (littéralement : « match yeux bandés ») est un match classique dans lequel un ou plusieurs catcheur(se)s ont les yeux bandés. Le premier match de ce type a eu lieu à WrestleMania VII en 1991 entre Jake Roberts et Rick Martel.

### Falls Count Anywhere match
Un Falls Count Anywhere match (littéralement : « match les tombés comptent n'importe où ») est un match sans disqualification où le tombé ou la soumission peut se faire n'importe où dans l'arène, et pas seulement à l'intérieur du ring comme c'est le cas dans les matchs classiques, sans décompte extérieur par exemple à Extreme Rules 2011 avec Cody Rhodes contre Rey Mysterio.

### Farewell match
Un Farewell match (littéralement : « match d'adieu ») est un match où un des catcheurs effectue son dernier match au sein d'une fédération ou le dernier match avant sa retraite annoncée des rings. L'issue du combat n'influe pas sur le départ du catcheur en question.

### Inferno match
Un Inferno match (littéralement : « match en enfer ») est un match se déroulant sur un ring entouré de flammes, le but étant de jeter son adversaire dans le feu. Le premier match de ce type a eu lieu à Unforgiven 1998 et le dernier à TLC 2020 avec le match Bray Wyatt contre Randy Orton .

### Intergender match
Un Intergender match (littéralement : « match intersexe ») est un match mixte entre un catcheur et une catcheuse.

### Match de Catch basé sur des objets
Match qui débute dans une piscine remplie d’objets, généralement près du ring de catch. Un match peut être remporté généralement par tombé, soumission ou pour jeter l'adversaire dans la piscine. Il s'agit d'un match hardcore, les catcheuses peuvent se tirer par les cheveux ou tenter de noyer l'autre dans la piscine pour qu'elle abandonne.
Initialement associé aux femmes, le match basé sur les objets est devenu connu dans All Elite Wrestling avec la variation à base de mimosa basée sur le gimmick Orange Cassidy.
Exemple: Match de Pudding, Candice Michelle contre Melina à One Night Stand 2007. 
Exemple: Grabuge du Mimosa:  Orange Cassidy contre Chris Jericho à AEW All Out.

### Pick your Poison match
Un Pick your Poison match (littéralement : « choisissez votre match ») est un match où les participants ont été choisis par d'autres personnes pour les représenter.

### Iron Man match
Un Iron Man match (littéralement : « match homme de fer ») est un match où il faut faire le plus de tombé pour gagner en une limite de temps imparti (10 minutes, 15 minutes, 20 minutes, 30 minutes, 60 minutes...) par exemple , lors de Great Balls of Fire 2017, avec the Hardy boyz contre Cesaro et Sheamus , qui a duré 30 minutes.

### Lumberjack match
Un Lumberjack match (littéralement : « match de bûcherons ») est un match aux règles traditionnelles où des « bûcherons » (lumberjack), d'autres catcheurs, se positionnent tout autour du ring. Quand l'un des catcheurs en tombe, ils doivent alors immédiatement le renvoyer à l'intérieur. Théoriquement, les « bûcherons » n'ont pas le droit d'attaquer les catcheurs lorsqu'ils sont à leur portée ou à l'extérieur du ring mais il n'est pas rare que cela arrive. De par ses règles, un Lumberjack match ne peut donc pas se terminer par un décompte extérieur. Quand ce match se déroule avec des femmes, cela s'appelle un Lumberjill match.

### Special Referee
Un Special Referee match (littéralement : « match arbitre spécial ») connu aussi sous le nom de Special Guest Referee match, il s'agit un match aux règles habituelles dont la particularité est d'être arbitré par un autre catcheur ou une personnalité connue.Par exemple à Backlash 2008 avec Chris Jericho qui a arbitré le match entre Shawn Michaels et Batista.

### Submission match
Un Submission match (littéralement : « match de soumission ») où la victoire ne peut s'obtenir qu'à la suite d'une prise de soumission sur l'adversaire entraînant son abandon.

### Three Stages of Hell match
Le Three Stages of Hell match (littéralement : « match des trois étapes vers l'Enfer ») est une variante du Two Out of Three Falls match, où chaque manche est constitué d'une règle différente. Il est possible qu'un lutteur gagne une manche, l'autre la deuxième manche, et que donc pour les départager une troisième manche ait lieu. Par exemple, la première manche pourrait être un Tables match, la seconde un Falls Count Anywhere match et la troisième un Steel Cage match. Celui qui gagne le plus de manches remporte le match. L'un des plus connus est Shawn Michaels contre Triple H

### UltraMale Rules Match
Le UltraMale Rules match (littéralement : « match des règles ultra masculines ») est une autre variante du Two Out of Three Falls match. Dans ce match, les règles sont simples et, en général, ce type de match se passe en cage. Le combat commence avec deux catcheurs. Le premier point doit être inscrit par soumission, le deuxième par tombé et, s'il y a besoin, le dernier point est inscrit en s'échappant de la cage. C'est un match sans disqualification, sans décompte extérieur et sans aucune prise interdite.

### Two Out of Three Falls match
Le Two Out of Three Falls match (littéralement : « match des deux chutes sur trois ») est un match normal, où le gagnant est le premier qui parvient à effectuer deux tombés ou soumissions durant le match.

### Champion vs. Champion match
Un match champion vs. champion peut également faire référence à un vainqueur qui remporte tout, mais dans certains cas, le titre de chaque superstar n'est pas contesté dans le match. Au cours de la deuxième Brand Extension de la WWE, ce type de match était fréquemment utilisé lors des Survivor Series, les deux titres n'étant pas défendus, jusqu'en 2021, les matchs champion vs. champion étant remplacés par le WarGames match. Un autre exemple de ceci est un match à venir entre le Champion incontesté de la WWE Cody Rhodes et le Champion des États-Unis Logan Paul à King & Queen of the Ring (2024).

## Matchs avec stipulation

### All or Nothing match
Le All or Nothing match (littéralement : « match tout ou rien ») est un match dont l'enjeu est important pour l'un des deux ou les deux participants.

### Last Chance match
Le Last Chance match (littéralement : « match de la dernière chance ») également appelé Do or Die match (littéralement : match « agis ou meurs »), c'est un combat de championnat classique hormis que, si le prétendant no 1 échoue à remporter le championnat en jeu, il ne pourra plus obtenir de match pour ce championnat tant que le vainqueur n'aura pas perdu son titre au bénéfice d'un autre catcheur.

### Loser Leaves Town match
Le Loser Leaves Town match (littéralement : « match perdant quitte la ville ») est un classique dont le perdant est contraint de quitter la ville

### Retirement match
Le Retirement match (littéralement : « match de la retraite ») connu aussi sous le nom de Career Threatening match (littéralement : match « carrière en danger ») ou encore de You're Fired match (littéralement : match « Tu es viré ! »), le perdant de ce type de match est contraint de mettre un terme à sa carrière. Ce type de match est utilisé pour scénariser les départs des catcheurs.

### Beat the Clock match
C'est un type de match contre-la-montre (tournoi) (littéralement : « match Bats l'Horloge ») où le but est de vaincre son adversaire plus vite que les autres par décompte de trois, abandon de l'adversaire, décompte à l'extérieur ou disqualification.
Le plus souvent ce type de match est utilisé pour désigner le challengeur ou la stipulation d'un match de championnat.
ex. : Randy Orton vs Wade Barrett à WWE SmackDown,le 9 décembre 2011 pour détérminer un match à TLC 2011 (le gagnant choisit son match)

### Unification match
Match plutôt rare. Le match se caractérise par le but d'unifier un titre à un autre pour en faire un seul et même titre. Ce type de match entraîne ainsi la disparition d'un des titres.
ex. : Match entre les WWE Tag Team Champions, The Colons (Carlito & Primo) et les World Tag Team Champions, John Morrison et The Miz (The Miz & Johnny Morrison) pour unifier les titres par équipes à WrestleMania 25 en Dark Match. Le match fut gagné par The Colons ⇒ les titres furent nommés WWE Unified Tag Team Championship.

Plus tard, les titres furent remportés par The Hart Dynasty (David Hart Smith, Tyson Kidd & Natalya) ⇒ Bret Hart vint alors transformer les titres unifiés en WWE Tag Team Championship (raison : 4 ceintures étaient trop ennuyeux à transporter dans l'aréna ou l’aéroport).Melina contre Michelle McCool pour unifier le Divas Championship et le Women's Championship. Et dernièrement John Cena (le World Heavyweight Champion) contre Randy Orton (le WWE Champion) pour unifier les deux titres et les renommer  WWE World Heavyweight Championship.

### Matchs avec pari
Match dont l'enjeu est un pari. Le perdant du match sera « puni » ou « pénalisé ». Voici plusieurs exemples de matchs :
- Hair vs Hair match (« match Cheveux vs Cheveux ») : le perdant doit se faire raser les cheveux[2]. (ex : Chris Jericho vs Kevin Nash en 2003 lors d'un épisode de Raw) ;
- Mask vs Mask match (match « Masque vs Masque ») : le perdant doit enlever son masque.(ex : Kane vs Vader à Over The Edge 1998) ou (Sin Cara vs Hunico) lors d'un Smackdown ;
- Title vs Title match (match « Titre vs Titre ») Match ou les deux catcheurs mettent en jeu leur titre respectifs, le vainqueur remporte le titre de son adversaire et conserve son titre en même temps (ex: Seth Rollins vs John Cena pour le  WWE Championship et le WWE United States Championship à Summerslam 2015) ;

- Hair vs Mask match (« match Cheveux vs Masque ») : un pari est mis sur chaque catcheur. Mettons, cheveux pour A et masque pour B, si A perd, il doit se faire raser les cheveux, et si B perd, il doit enlever son masque . (ex. : Rey Mysterio vs CM Punk lors de over the limit 2010) ou (El torito vs Hornswoggle lors du Kick-off de Payback 2014) ;
- Mask vs Title match (« match Masque vs Titre ») : un pari est mis sur chaque catcheur. Mettons, titre pour A et masque pour B, si A perd, il perd son titre, et si B perd, il doit enlever son masque. Exemple : affrontement entre Chris Jericho et Rey Mysterio lors de The Bash 2009[3] ;
- Title vs Career (« match Titre vs Carrière ») : un pari est mis sur chaque catcheur. L'un met en jeu son titre alors que l'autre met en jeu sa carrière.(ex: Sheamus vs Roman Reigns pour le WWE Championship à WWE Raw ou The Miz vs Dolph Ziggler pour le WWE Intercontinental Championship à No Mercy 2016) ;
- Streak vs Career (« match Série vs Carrière ») : un pari est mis sur chaque catcheur. L'un met en jeu sa série de victoires alors que l'autre met en jeu sa carrière. (ex. : The Undertaker vs Shawn Michaels à WrestleMania XXVI) ;
- Contract vs Career (« match Contrat vs Carrière ») : un pari est mis sur chaque catcheur. L'un met un contrat en jeu(ex: Contrat Money in the bank) alors que l'autre met sa carrière en jeu. ex: Dolph Ziggler vs Chris Jericho à Raw en 2012 ;
- Kiss My Ass match ou Kiss Me Arse (« match Embrasse mes fesses ») : le perdant doit embrasser l'autre sur les fesses. ex:The Rock vs Mr Ass à WWF Summerslam 1999 ;
- Kiss My Foot match (« match Embrasse mon pied ») : le perdant doit embrasser les pieds du gagnant. ex:Jerry"The King" Lawler vs Michael Cole à WWE Over The Limit 2011.
- Last Chance match (« match Dernière chance ») : le perdant, qui a obtenu un match de championnat, ne pourra plus obtenir d'opportunités pour la ceinture.

### SmackDown vs Raw match
Il s'agit d'un match inter-brand opposant un catcheur ou une catcheuse de la division SmackDown et un de la division de Raw. Chacun des catcheurs représentant sa division, le vainqueur marque, généralement, un point pour son équipe. À WrestleMania XXIV, Batista, qui représentait SmackDown, a battu Umaga qui représentait Raw. Lors des éditions de Bragging Rights (en 2009 et 2010), les shows étaient composés de trois matchs « interpomotionnels », avec des représentants de chaque division : c'est SmackDown qui remporta les deux coupes, en triomphant lors du match par équipe interpromotionnel à 7 contre 7.

### Tuxedo match
Stipulation de catch gag, où les deux catcheurs commencent la rencontre habillés en smoking (le tuxedo), et doivent déshabiller leur adversaire pour gagner.
Exemple : Santino Marella contre Ricardo Rodriguez à WWE No Way Out 2012.

## Matchs hardcore
C'est l'absence de règle qui définit ce type de matchs. Le décompte de 3 peut se faire à n'importe quel endroit (ou presque), pas de décompte extérieur et pas de disqualification. L'usage d'armes est recommandé. Ce genre de match est rare, mais on peut l'observer le plus souvent dans les fédérations telles que l'Extreme Championship Wrestling.
Le match hardcore prend souvent le nom de No Holds Barred match (litt. : « aucun coup interdit »), Extreme Rules matchs, Belfast Brawl, Street Fight (« combat de rue »), ou encore Deathmatch (match extrême qui doit se terminer par une victoire).

### Barbed Wire match
Match « Fil de fer barbelé » qui ne peut pas se passer de sang et dont les cordes du ring sont entourées, ou même remplacées, par du fil de fer barbelé. Les catcheurs ont le droit de se servir des vêtements de leur adversaire pour l'achever. Mick Foley et Abyss sont des habitués de ce genre de match.
À la TNA, les cordes sont remplacées par des fils barbelés et des genres de panneaux (board en anglais) sont placés aux coins du ring. Ce match se nomme Barbed Wire Massacre (littéralement : « Massacre au fil de fer barbelé »).
À la CZW, plusieurs stipulations sont ajoutées, ex : Barbed Wire Board (« Panneau de fil de fer barbelé »), Barbed Wire Ropes (« Cordes de fil de fer barbelé »), Light Tubes (« tube fluorescent »), Bed of Nails (« Lit de clous ») pour rajouter de la violence.

### Circus Deathmatch
Ressemble à un Scaffold match sauf que sur le ring est attaché un filet fait avec des fils de fer barbelé.

### Desert Deathmatch
Ce match consiste à jeter son adversaire dans un bac rempli de scorpions comme un Piranha Deathmatch sauf que dans deux coins opposés se trouve un cactus.

### Exploding Barbed Wire Deathmatch
Ce match est une stipulation extrême, dans lequel les cordes sont remplacées par des fils de fer barbelés avec des fils explosifs, et des explosifs C4 sont dissimulés à l'extérieur du ring. Il n'y a ni disqualification, ni décompte extérieur, tous les coups sont permis et le match ne peut être gagné que par tombé ou soumission.
Exemple : Cactus Jack contre Terry Funk à IWA King of the Deathmatch en 1995 et Kenny Omega contre Jon Moxley pour le AEW World Championship à Revolution en 2021.

### Fight Without Honor match
Type de match exclusivement utilisé à la Ring of Honor. Il s'agit d'un match sans disqualification et les armes sont utilisées. Le Code de l'Honneur généralement respecté par les catcheurs de cette fédération est ici oublié dans ces types de match. Seules les rivalités les plus violentes se terminent avec ce genre de stipulation.
Exemple : Bryan Danielson vs. Takeshi Morishima lors de Final Battle 2008 avec la victoire de Bryan Danielson ou aussi El Generico vs Kevin Steen lors de Final Battle 2010 avec une victoire de El Generico.

### First Blood match
Le but est de faire saigner son adversaire (littéralement : match « Premier sang »), le premier qui saigne a perdu. Les tombés et soumissions ne comptent pas, il n'y a pas non plus de disqualification ni de décompte extérieur, les objets sont donc permis. Le premier match de ce type était Stone Cold Steve Austin contre Kane au King Of The Ring 1998 avec une victoire de ce dernier.
Dans une variante appelée Sadistic Madness, créée par la Total Nonstop Action Wrestling, l'opposant doit saigner avant qu'un lutteur puisse le soumettre à un tombé. Un tel match a eu lieu en mars 2006 lors du pay-per-view Total Nonstop Action de la NWA.
Une autre variante, le Doomsday : Chamber of Blood (littéralement : « Le Jour du Jugement Dernier : La Chambre de Sang »), se déroule à l'intérieur d'une cage surmontée de barbelés. Dans ce type de matchs extrêmes, le catcheur doit suffisamment faire saigner son adversaire pour gagner.

### Gulf of Mexico match
Le match « Golfe du Mexique » est un match sans disqualification. Il commence sur le ring et se finit naturellement en dehors du stade. Le but est d'envoyer l'adversaire dans le Golfe du Mexique par tous les moyens.
Pour l'instant, il n'y a eu que deux matchs de ce genre à la WWE : Le 5 février 2008, avec la victoire de CM Punk sur Chavo Guerrero à la ECW; Lors du Smackdown du 30 juillet 2010, un match sans disqualification entre Jack Swagger et Rey Mysterio s'est terminé en une victoire de Rey Mysterio.

### Homewrecker deathmatch
Utilisé à la CZW ou à la BJPW. C'est un match dans lequel on utilise une débroussailleuse (outil de jardin à lame rotative servant à couper les broussailles.). King tran et Drake Younger sont les spécialistes de ce match ultraviolent.[réf. nécessaire]

### «I Quit» match
Il peut se dérouler n'importe où, pour l'emporter, un catcheur doit forcer son adversaire à dire I Quit (en français, J'abandonne) dans le microphone que l'arbitre possède. L'usage d'arme est autorisé. Généralement pour remporter le match, le catcheur applique une prise de soumission ou alors le frappe assez fort causant une forte douleur pour que son adversaire abandonne ou bien il le menace lui et/ou son manager.
John Cena est le catcheur ayant le plus participé à ce type de match, avec 4 victoires et aucune défaite depuis son gimmick Never Give Up.

### Knock Out match
C'est un match assimilé au Last Man Standing match, la seule différence est que le catcheur doit mettre son adversaire K.O. (il doit être « inconscient ») pour remporter le match, l'arbitre n'a donc pas à compter jusqu'à 10.

### Monster's ball match
Utilisé à la TNA, il s'agit d'un match hardcore à divers participants. Ceux-ci sont censés avoir été enfermés dans une salle sans lumière et sans nourriture, pendant les 24 heures qui précèdent le combat pour les rendre les plus agressifs possibles. Une fois libérés, les participants entrent dans un match sans disqualification où les tombés (par décompte de 3 ou soumission) peuvent s'effectuer même en dehors du ring.
Exemple : Sabu vs Jeff Hardy vs Rhyno vs Abyss (TNA)

### No Count-Out match
Match traditionnel sans décompte à l'extérieur qui, usuellement, entraine une disqualification.
Exemple : Sin Cara vs Evan Bourne lors de Raw Roulette 2011.

### No Disqualification match/No Holds Barred
On désigne ainsi un match où les catcheurs ne peuvent pas être disqualifiés, l'usage des armes est donc permis, ainsi que l'intervention d'autres personnes, et il n'y a pas de décompte extérieur, tout comme dans un match hardcore normal. Ce qui différencie un No Disqualification match d'un match hardcore, est que le tombé doit être effectué obligatoirement sur le ring.
ex. : Sheamus vs Randy Orton lors de WWE SmackDown du 10 juin 2011.
Ou : Triple H vs The Undertaker lors de Wrestlemania 27 avec pour enjeu la série d’invincibilité d'Undertaker.
Ou : Christian vs Randy Orton lors de Summerslam 2011
Ou : Triple H vs Brock Lesnar lors de Wrestlemania XXIX avec la carrière de Triple H mise en jeu.

### Parking Lot Brawl
(Littéralement : « Bagarre au Parking »)
Match qui se passe dans un parking et où le tombé peut se faire n'importe où (sur une voiture ou sur le sol). John Cena est le catcheur ayant pris part le plus de fois à un Parking Lot Brawl; il a perdu le premier match contre Eddie Guerrero et le deuxième match à Great American Bash 2008 contre JBL.

### Piranhas Deathmatch
« Match à mort des Piranhas » utilisé à la BPW, ce match consiste à placer son adversaire dans un bac rempli de piranhas placé au milieu du ring. Les cordes sont le plus souvent remplacées par des barbelés.

### Sadistic madness match
« Match de la folie sadique » utilisé à la TNA, le but est de faire saigner l'adversaire avant d'effectuer le tombé.

### Scaffold match
Match « Échafaudage » utilisé notamment à l'ancienne ECW, le but est de faire tomber son adversaire du haut d'un échafaudage au-dessus du ring. Il y a généralement une pile de tables placée sur le ring.

### Suitcase match
Il s'agit de battre son adversaire à l'aide d'une mallette et dans un temps limité. Pour gagner il faut avoir donné le dernier coup de mallette sur son adversaire. Ce type de match reste très rare. Chris Benoit et l'Undertaker ont toujours été vainqueurs dans ce type match. À la Pro Wrestling Guerilla (le Fatal Billionaire match), on trouve une variante dans laquelle la mallette contient des objets divers.

### Taipei Deathmatch
Match extrême où les poings des participants sont trempés dans de la colle puis recouverts d'éclats de verre.

### Texas Death match
Match extrême similaire au Last Man Standing match. L'un(e) des deux catcheur(se)s doit être épinglé(e) jusqu'au compte de 10 de l'arbitre pour gagner la rencontre. Il n'y a ni disqualification, ni décompte extérieur. Tous les coups sont permis.

### Eye For An Eye
Match extrême où pour gagner il faut crever l'œil de son adversaire  ce genre de stipulation a été fait une seule fois durant le match Seth Rollins contre Rey Mysterio lors de Extreme Rules en 2020.

## Matchs basés sur l'emprisonnement
Dans ce type de match, il s'agit d'enfermer l'adversaire dans un objet. Habituellement, on utilise les règles du hardcore.

### Ambulance match
Match sans DQ et sans décompte extérieur où il faut enfermer son adversaire dans une ambulance pour gagner. Le premier match de ce type a eu lieu aux Survivor Series 2003 entre Shane McMahon et Kane, avec une victoire de Kane. Lors de l'Elimination Chamber (2012), Kane a fait face à John Cena dans un Ambulance Match, avec une victoire de John Cena. Le 16 novembre a Raw Ryback bat Brad Maddox en le mettant brutalement dans le camion de l'ambulance.

### Body Bag match
Le but de ce match est de mettre l'adversaire dans un sac mortuaire et de l'enfermer dedans. Ce match a été créé grâce à la gimmick de l'Undertaker.
Exemple: Undertaker vs Ultimate Warrior en 1991 au Madison Square Garden avec la victoire de l'Ultimate Warrior.

### Buried Alive match
Buried Alive match (enterré vivant en français) est un type de match au catch où le but est d'enterrer l'adversaire dans un trou qui se situe près de la scène d'entrée (l'enterrement est bien sûr purement scénaristique), il faut ensuite recouvrir l'adversaire de terre pour remporter le match.
Ce match se déroule sans disqualification.
Il y'eu plusieurs matchs de ce type bien qu'ils soient assez rare notamment entre Stone Cold Steve Austin et l'Undertaker ou bien l'Undertaker et Vince McMahon. Un récent match "Buried Alive" entre AJ Styles et l'Undertaker s'est déroulé à WrestleMania 36  avec la victoire de l'Undertaker.

### Casket (Coffin) match
Le but de ce match est d'enfermer son adversaire dans un cercueil qui se trouve à l'extérieur du ring (on peut cependant le déplacer) et de refermer le couvercle. Les règles sont généralement celles d'un match hardcore. Ce match a été créé grâce à la gimmick de l'Undertaker.
Exemple: Undertaker vs Mark Henry à Wrestlemania 22 avec la victoire de l'Undertaker.
Le dernier match en date à eu lieux à All Elite Wrestling entre Darby Allin et Jack Perry lors de AEW All in 2024

### Hog Pen match
Pour remporter ce type de match, il faut faire entrer son adversaire dans un enclos contenant boue, fumier et cochons. L'enclos est situé au début de l'allée, avant le ring. Il s'agit d'un match extrême : l'utilisation d'objets (et de boue) et les interventions extérieures sont permises.
Les seuls Hog Pen matchs dans l'histoire de la WWE furent celui opposant Triple H à Hery Godwin à WWF In Your House 1995 et celui opposant Santino Marella à Vickie Guerrero et Chavo Guerrero dans un match handicap à Extreme Rules 2009.

### Last Ride match
Le but de ce match est de réussir à enfermer son adversaire dans un corbillard puis de conduire le véhicule jusqu'à une ligne d'arrivée. Ce match a été créé en raison du gimmick de The Undertaker.
ex. : The Undertaker vs M.. Kennedy à Armageddon 2006 ou Steve Austin vs Undertaker à Raw

### Stretcher match
Il faut mettre son adversaire sur une civière et le pousser jusqu'à la ligne d'arrivée.
Ex : Shawn Michaels vs Batista à One Night Stand 2008 avec une victoire de Batista.
Ou Triple H vs Randy Orton à The Bash 2009 dans un 3 stages of hell avec une victoire de Randy Orton avec l'aide de The Legacy.

### Lethal Lockdown
Match utilisé par la Total Nonstop Action Wrestling. Il s'agit d'un match opposant deux équipes et se déroulant dans une cage à toit ouvert. Le match débute une fois que les deux premiers participants entrent dans la cage, les autres les rejoignent au fil du temps. Une fois tous les participants dans le ring, le toit de la cage, auquel sont accrochés divers objets et armes, se referme. La victoire peut s'obtenir à n'importe quel moment, par tombé ou soumission de n'importe quel catcheur sur un membre de l'équipe adverse.

## Extreme Rules match
Un Extreme Rules match est un match aux règles extrême ; un match sans DQ où l'on peut utiliser des objets et ou il peut y avoir des intervenants. C'est un match originaire de l'ECW, ancienne fédération qui a aujourd'hui disparu. Des catcheurs comme Rob Van Dam ou encore Sabu en sont les spécialistes. Ce type de matchs se gagnent par un tombé ou une soumission sur le ring.
ex. : Matt Hardy vs. Jeff Hardy à Wrestlemania XXV
Jack Swagger vs. Randy Orton à Extreme Rules 2010
Brock Lesnar vs John Cena à Extreme Rules (2012)

### Bowery Death match
Également inventé par Raven, mais à l'époque où il évoluait à la WCW. Semblable à un House Of Fun, mais à l'intérieur d'une cage. Le but est d'empêcher son adversaire de se relever avant le compte de 10.

### Chairs match
Durant ce match, les catcheurs ne peuvent utiliser que des chaises. La victoire s'obtient par soumission ou tombé, il n'y a pas de décompte à l'extérieur. Les spécialistes de ce type de match sont Edge & Christian

### Clockwork Orange House of Fun match / Raven's house of fun
Type de match hardcore inventé par Raven après son arrivée à la TNA, beaucoup d'armes sont suspendues à des chaînes autour du ring, parfois les côtés d'une cage sont également fixés à plusieurs endroits autour du ring. L'usage des armes est bien entendu autorisé

### Empty Arena match
A lieu dans une arène vide de supporters ; seuls les caméras, les commentateurs et les officiels sont présents. Les deux lutteurs se battent dans un match hardcore.
Ex : Mankind vs The Rock pour le WWE Championship.

### Handcuff match
Pour gagner, il faut d'abord trouver une paire de menottes, puis menotter l'adversaire afin qu'il ne puisse pas se servir de ses mains.

### Object on a Pole match
Dans ce match, un grand poteau est attaché au turnbuckle (poteau de coin du ring) où est placé un objet. Le premier catcheur à atteindre l'objet est déclaré gagnant, et obtient très souvent le droit de conserver ce prix.
Par exemple:le match John Cena contre Dean Ambrose (contract on a Pole match en 2014, victoire de Dean Ambrose).
Il y a également une variante à ce type de match ; le premier catcheur à atteindre l'objet et à l'utiliser sur son adversaire avant de faire le tombé est déclaré vainqueur.
Par exemple : Alexa Bliss contre Bayley (kendo stick on a Pole match), remporté par Bliss (2017).
Elias contre Jason Jordan (Guitar on a Pole match), remporté par Jordan (2017).

### Singapore Cane match
Match sans disqualification ni décompte à l'extérieur. Les catcheurs ont le droit d'utiliser des Singapore cane.
Exemple: Big Show vs John Morrison vs Chavo Guerrero vs Tommy Dreamer vs CM Punk à One Night Stand 2008

### Strap match
Un Strap match est un match dans lequel une des mains d'un lutteur est reliée par une corde à une des mains de l'autre lutteur. Le but étant de remporter le match soit par tombé, soit en touchant à la suite les quatre coins du ring. La WWE peut ajouter d'autres conventions de détail. Le strap match peut porter différents noms en fonction des catcheurs qui y participent : Russian Chain match, Indian Strap match, Samoan Strap match, etc.
Exemple: CM Punk vs Umaga à Extrême Rules 2009 avec la victoire de Punk.Ou Sheamus vs Mark Henry a Extrême Rules 2013 avec la victoire de Sheamus.

### Bullrope match
Le Bullrope match est un match dérivé du strap match, les deux catcheurs sont attachés par une main l'un à l'autre avec une corde à bœuf ayant une   cloche en son centre. Le seul moyen de remporter le match est par tombé ou soumission.

### Dog Collar match
Le Dog Collar match est un match sans disqualification, les seuls moyens de gagner sont par tombé ou soumission. Les deux catcheurs sont attachés l'un à l'autre par le cou avec un collier pour chien chacun les reliant par une chaîne.
CM Punk et Raven se sont affrontés lors d'un match de ce genre lors de Death Before Dishonor (2003), plus récemment, en 2021, CM Punk affronta Maxwell Jacob Friedman (MJF) lors d'un Dog Collar match à la AEW.

### Tables match

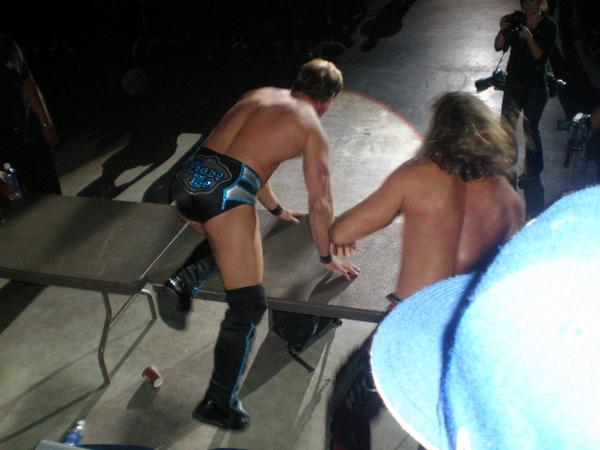
Chris Jericho et Shawn Michaels lors d'un Tables Match en 2008.

Pour l'emporter, il faut faire passer son ou ses adversaire(s) à travers une table, impliquant la rupture de cette dernière. La table peut être disposée dans un des coins du ring ou bien dressé sur ses pieds. À noter que la table des commentateurs est également considérée comme une table. Les spécialistes de ce type de match sont les Dudley Boyz.
Pour les Divas, cette stipulation est apparue pour la première fois à WWE TLC (2010), dans un match opposant Natalya et Beth Phoenix contre Michelle McCool et Layla.

### Ladder match
Match où l'objectif est de décrocher l'objet qui est suspendu au-dessus du ring grâce à une échelle.
Exemple : Christian vs Alberto Del Rio à Extreme Rules 2011 pour le WWE World Heavyweight Championship (Ce match a eu lieu car Edge devait prendre sa retraite à cause d'une blessure contractée au cou et la ceinture était donc vacante. Ce match a eu lieu pour déterminer le nouveau champion). Les spécialistes de ce type de match sont les Hardy Boyz.

### Tables, Ladders and Chairs (TLC) match
Des tables, échelles et chaises sont disponibles et la victoire s'obtient de la même manière que dans un Ladder match.
Ce type de match fut créé en 2000 à la WWE en raison des gimmicks de trois équipes de l'époque : les Hardy Boyz, les Dudley Boyz et Edge et Christian. À l'époque, les Hardys étaient considérés comme les maîtres des échelles, les Dudleys comme les maîtres des tables, et Edge et Christian comme maîtres des chaises (notamment à cause de leur Con-Chair-To). Le premier match eut lieu au SummerSlam 2000 entre ces trois équipes ; le deuxième à Wrestlemania X-Seven avec les mêmes équipes. Les premiers TLC étaient des matchs avec ces trois équipes, et éventuellement une quatrième équipe, comme Chris Jericho et Chris Benoit le 24 mai 2001 à WWE SmackDown. Progressivement, on a étendu les TLC à des matchs avec d'autres équipes, puis à des matchs simples.
Aujourd'hui, il y a un même un Pay-Per View (en octobre) qui porte ce nom.
Edge est considéré comme le maître de cette stipulation. Il a participé à 7 TLC Matchs sur 14 jusqu'à présent. Sur ces 7 participations, 5 se sont soldées sur une victoire. Sa plus récente victoire dans un TLC match date du 19 décembre 2010, lors du PPV éponyme TLC (2010) contre Rey Mysterio, Alberto Del Rio et Kane. Depuis 2009, un PPV du nom de TLC a été créé pour ce genre de match.
Lors de TLC (2009) il y a eu un Tag Team Tornado TLC Match entre le Jeri-show (Chris Jericho et The Big Show) contre la DX (Shawn Michaels et Triple H). Match remporté par DX ou encore John Cena contre Randy Orton pour le champion du monde poids-lourds de la wwe où les deux titres ont été réunifiés.Ou encore The Shield (avec Dean Ambrose,Seth Rollins et Kurt Angle) contre The Miz,Cesaro,Sheamus,Braun Strowman et Kane en 3 contre 5.

### Taped Fist match
Les mains des catcheurs sont bandées pour pouvoir leur permettre de taper plus fort sans endommager leurs mains.

### Ultimate X match
Il s'agit d'un match de la X Division de la Total Nonstop Action Wrestling, qui va de deux participants à un chiffre supérieur (il y avait par exemple six participants à celui de Bound for Glory IV). Deux câbles, reliés à une structure métallique dressée depuis les quatre turnbuckles (coins du ring), se croisent au-dessus du milieu du ring. La hauteur entre la structure et le milieu du ring est de 4,5 m. De la même façon que dans un Ladder match, un objet — souvent une ceinture ou un objet rouge en forme de « X » — est suspendu à l'endroit où les câbles se croisent. Le gagnant est celui qui décroche l'objet le premier.
Bien que la règle du non-disqualification soit appliquée, les interventions et l'usage des armes sont rares. Les participants ne sont le plus souvent pas autorisés à utiliser les échelles comme moyen pour décrocher l'objet, mais peuvent, en revanche, les utiliser comme armes.

## Matchs dans des environnements clos

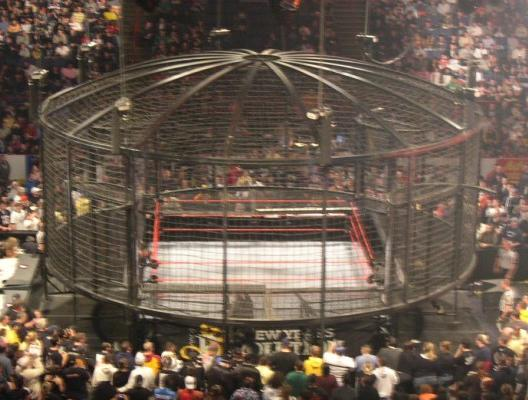
La structure de l'Elimination Chamber.

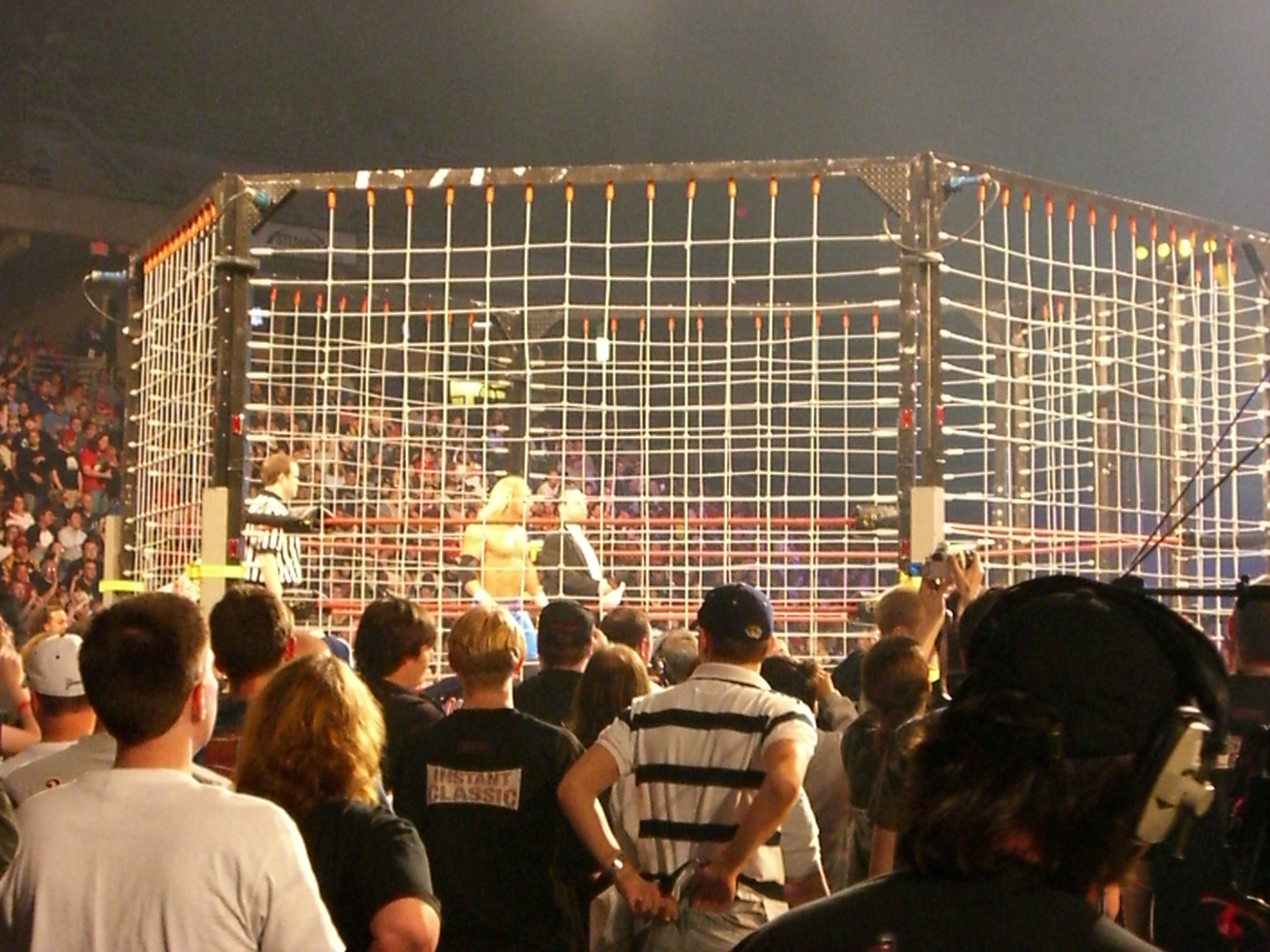
Six Faces d'Acier lors du TNA Lockdown en 2007.

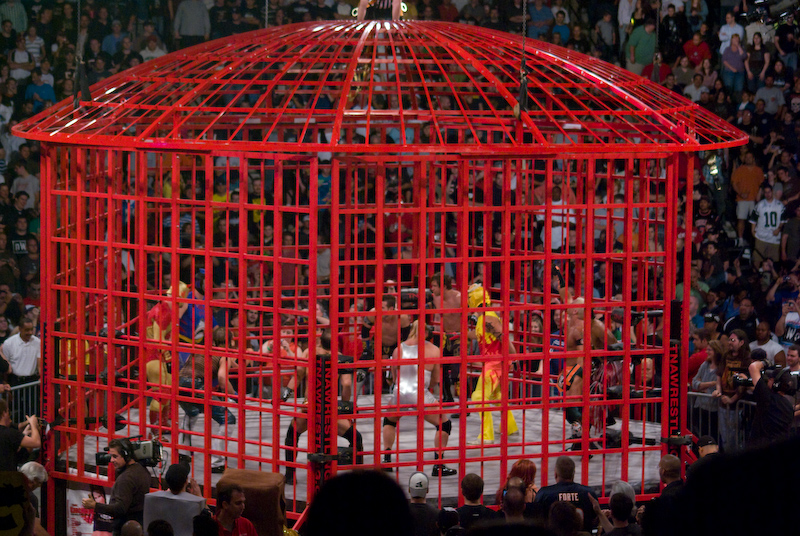
Steel Asylum match lors du Bound for Glory IV en 2008.

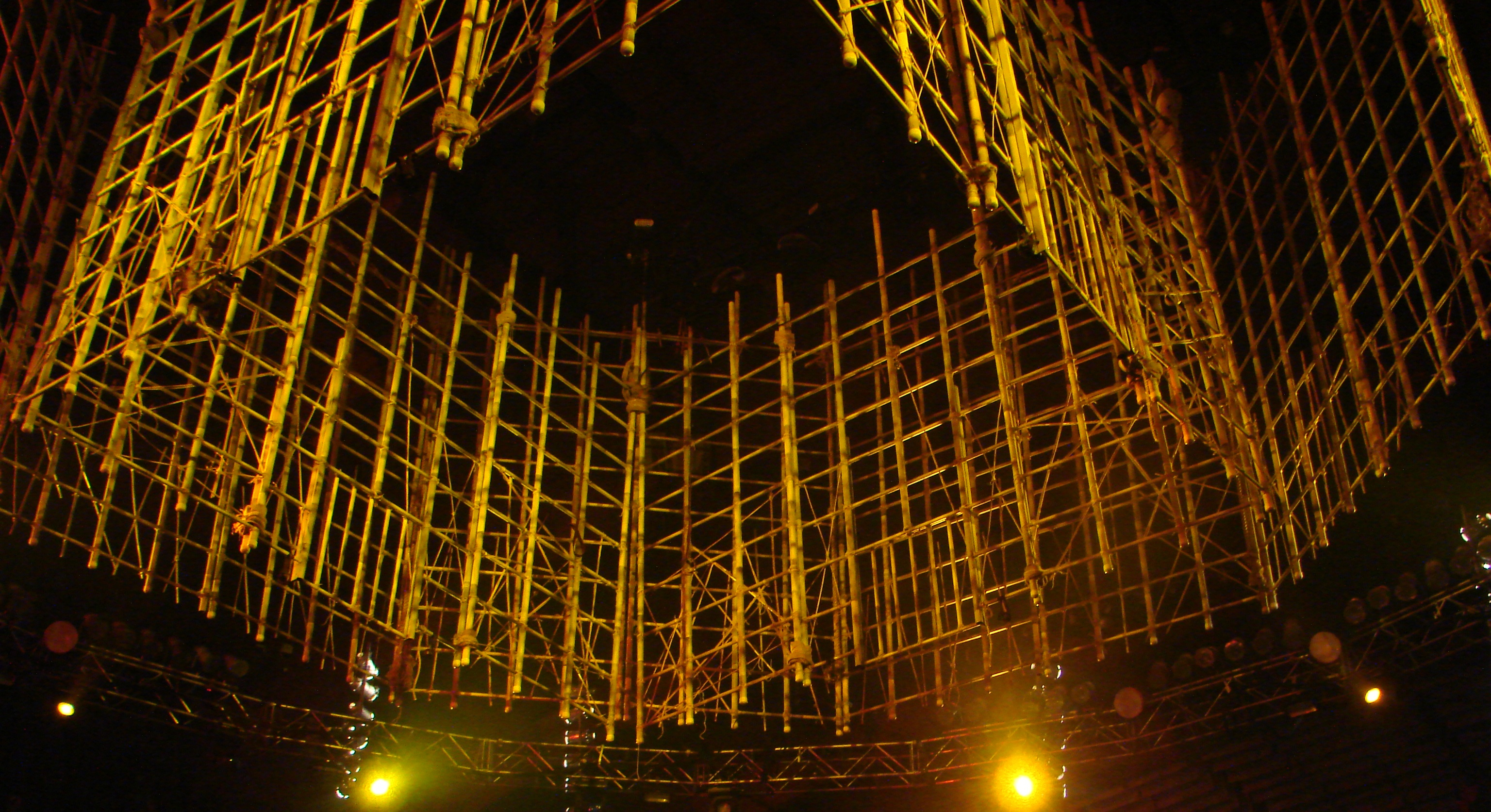
Prison Punjabi à No Mercy 2007.

Le match se déroule dans une cage. Pour gagner, il faut faire abandonner son adversaire, réalisé un compte de 3 ou s'échapper de la cage.

### Elimination Chamber match
Deux catcheurs commencent le match, alors que quatre autres sont enfermés dans des chambres à l'intérieur de la structure. Toutes les cinq minutes et au son de la cloche, un catcheur est libéré de sa chambre. Le match continue jusqu'à ce que les quatre catcheurs aient été libérés. L'élimination d'un catcheur peut seulement se faire par tombé ou par soumission. Le dernier survivant est déclaré le gagnant
,
.
Ce type de match en cage est sans disqualification et n'autorise pas de rentrer avec des armes, cependant elles sont autorisées si on les donne de l’extérieur.
Exception faite pour l'Extreme Championship Wrestling (ECW), où l'Extreme Elimination Match autorise l'usage des armes.
Remarque : lors de l'Elimination Chamber de WWE SmackDown à WWE No Way Out 2008,les tombés pouvaient se faire n'importe où dans la cage.

### Rage in the Cage match
C'est un mélange de match en cage et de match par équipe. Les catcheurs sont enfermés dans une cage avec les règles du match en cage, mais il suffit qu'un seul catcheur sorte pour faire gagner son équipe, contrairement au steel cage classique par équipe dans lequel les deux catcheurs de l'équipe doivent sortir de la cage pour gagner le match. Il y eut plusieurs matchs de ce type dans l'histoire de la WWE/F : le match Rey Mysterio et Jeff Hardy vs Chris Jericho et Edge (future équipe) avec comme arbitre spécial CM Punk en juillet 2009. Edge et Jericho sortirent victorieux de ce match à cause d'une erreur d'arbitrage de Punk. Ce match s'appelle "Rage en Cage" car à l'époque de ce match, Rey Mysterio et Chris Jericho étaient en rivalité pour l'Intercontinental Championship, alors que Hardy, Punk et Edge l'étaient pour le World Heavyweight Championship. Les face ont fait équipe contre les heel. Les heel ont gagné, favorisés par un arbitrage et un arbitre heel.
le 18 février 1996, lors d'un In Your House Show Rage in the Cage, tous les matchs se déroulaient en cage mais dans un système plus proche du Hell in a Cell. Shawn Michaels affronte et bat Owen Hart pour le titre de #1 contender au titre de champion de la WWF détenu par Bret "The Hitman" Hart. Ce dernier retins son titre en gagnant face à Big Daddy Cool Diesel lors de la même soirée et en participant aussi à un Rage in the Cage match.

### Match de cage en acier
Le ring est entouré par une cage sans toit. Selon la stipulation, la victoire peut s'obtenir par tombé ou soumission sur le ring ou en s’échappant de la cage. Ric Flair était un spécialiste de ce type de match.
À la WWE, il existe aussi le Barbed Wire Steel Cage match : la porte de la cage est cadenassée et il y a des barbelés en haut de la cage qu'il faut couper avec un sécateur. Le premier Barbed Wire Steel Cage Match était en 2005 avec JBL contre le Big Show avec une victoire du JBL en sortant au-dessous du ring. Un Asylum Match est une variante du Steel Cage Match où différents objets sont disposés au-dessus de la cage (bâtons de kendo, extincteur, pot de plante, etc). Une règle est cependant rajoutée : il est impossible de gagner en s'échappant de la cage. Le premier match de ce genre a lieu à Extreme Rules 2016 avec Dean Ambrose contre Chris Jericho. Lors de SummerSlam 1994, on a assisté à un Match de Cage en Acier Frère contre Frère entre Bret et Owen Hart.
À la TNA, le Match de Cage en Acier se nommait Match de Six Faces d'Acier (en anglais : « Six Sides of Steel cage match ») jusqu'en 2009 car le ring de la TNA était un hexagone. Depuis le retour du ring standard à 4 côtés à la fédération d'Orlando, les Matchs de Cage en Acier sont appelés Lockdown Cage Match car ils ont lieu au PPV Lockdown.
Il existe 2 variantes du Match de Cage en Ancier à la TNA :
- Le Match de asile en acier, où tous les lutteurs de la Division X sont enfermés dans une cage et le but est d'en sortir par un trou qui se trouve au-dessus de la cage. Généralement, le gagnant devient Premier Concurrent pour le titre de la X-Division.
- Le Lethal Lockdown où s'affrontent 2 équipes de 4 ou 5 catcheurs. Les membres de chaque équipe rentrent un par un dans la cage (il y a donc constamment une situation de handicap). Une fois que tous les lutteurs ont rejoint la cage, celle-ci est recouverte d'un toit auquel sont accrochés des objets qui peuvent être utilisés pour blesser l'adversaire. La victoire s'obtient par tombé ou soumission dans le ring. C'est la version la plus aboutie des War Games qui avaient lieu à l'ancienne fédération WCW.

### Hell in a Cell match
Ce type de match est basé dans un environnement clos, autrement dit : une cage en forme de cube. Pour emporter le match, deux solutions sont possibles : le décompte de 3 ou par prise de soumission.
Il n'y a aucune disqualification, pas de décompte extérieur et l'usage d'arme et d'objet est autorisée, mais il y a la règle du rope-break (les tombés et les soumissions sont interrompus lorsque le catcheur décolle son épaule du sol ou arrive à attraper une corde du ring).

### Punjabi Prison match
Un match où le ring est entouré d'une double cage en bambou : la première petite cage dispose de quatre portes qui s'ouvrent une minute chacune. Quand une porte se ferme, elle est cadenassée. Si toutes les portes ont été fermées, il faut escalader les deux cages, c'est le seul moyen qui reste pour s'échapper de la grande cage.
Jusqu'à présent, il y a eu trois Punjabi Prison matches :
- The Great American Bash 2006 qui opposait The Undertaker à The Big Show (qui remplaçait The Great Khali sur ordre du GM). Match qu'Undertaker gagna[22].

- À No Mercy 2007, un nouveau Punjabi Prison match a eu lieu pour le titre de World Heavyweight Championship qui opposa Batista à The Great Khali. Le vainqueur fut Batista qui conserva son titre[23].
- Battleground (2017), cette stipulation revient 10 ans plus tard. Il oppose Jinder Mahal face à Randy Orton pour le WWE Championship, le titre est conservé par Jinder Mahal apres une intervention des Singh Brothers et de The Great Khali[24].

### Lion's Den match
Le Lion's Den Match est inspiré des matchs d'arts martiaux mélangés.
Ce match se joue dans une cage d'acier s'inclinant de manière angulaire et déclarant que la seule façon de réaliser la victoire était par le knockout (compte de 10) ou la soumission,.
Il n'y a eu que 3 Lion's Den Match à la WWE : Owen Hart vs Ken Shamrock au SummerSlam (1998), Ken Shamrock vs. Vince McMahon, Ken Shamrock vs Steve Blackman

### Asylum match
Ce match est basé sur un Steel Cage Match, mais contrairement à celui-ci, on ne peut gagner que par tombé ou soumission. Tout échappatoire est impossible. Dans ce match, divers objets utilisés principalement dans les asiles (camisoles de forces, ceintures de cuir pour attacher les malades....) ou encore des objets plus hardcore (punaises, batte de baseball barbelé, kendo stick...) sont attachés sur le sommet de la cage.
Ce type de match fut créé par Dean Ambrose, et est basé sur lui, le premier match a eu lieu lors de Extreme Rules en 2016 avec Dean Ambrose et Chris Jericho.

### WarGames match
Ce type de match a été créé en 1987 sur une idée de Dusty Rhodes et fut le match phare de la World Championship Wrestling. Une immense cage en acier entoure deux rings et un(e) catcheur(se) de chaque équipe, composée de 5 membres, s'affrontent en premier (première). Toutes les 5 minutes, un(e) catcheur(se) de chaque équipe rejoindra les autres et le match commence officiellement dès que les 10 compétiteur(trice)s s'affrontent en même temps sur les rings. Il n'y a ni disqualification, ni décompte extérieur et tous les coups sont permis. La victoire peut s'obtenir soit par tombé, soit par soumission.
Dans le format original, une fois tous les catcheurs dans la cage, la victoire ne pouvait pas être remporté par tombé ou en s'échappant de la cage. La seule condition pour l'emporter était par soumission. Ce match disparaîtra à la suite du rachat de la WCW.
En 2017, le match fera son grand retour à NXT et comme à la WCW, il se déroule tous les ans. Le format original a été conservé mais la seule nouveauté est que le match peut être remporté par tombé.
En 2022, le match fera son grand retour lors des WWE Survivor Series , puis l'année suivante avec le retour de Randy Orton durant le match puis le retour surprise tant attendu de CM Punk à la fin du show.

### Fight Pit Match
Ce type de match est assez similaire au Lion's Den match, sauf qu'ici, le ring est entouré par une cage d'acier carrée et surmontées de plates formes au sommet de la cage.
Mixant catch et combat de MMA, ce match ne pouvait être remporté que par soumission ou par KO technique au compte de 10.
Jusqu'a présent, seuls 3 Fight Pit ont eu lieu à la WWE. Un match entre Matt Riddle et Timothy Thatcher et un match entre Timothy Thatcher et Tommaso Ciampa à NXT et un match entre Matt Riddle et Seth Rollins à Extreme Rules 2022

## Matchs à plus de deux catcheurs
Plusieurs catcheurs se battent et il n'y a pas de count-out.

### Matchs basés sur l'élimination
Plusieurs catcheurs s'affrontent sur le ring, le but est de battre tous les adversaires pour rester le dernier combattant sur le ring.

#### Three-way dance
Le Three-way dance est une variante du Two out of three falls mais où il y a trois catcheurs. Le premier catcheur à subir le tombé est éliminé du match et les deux catcheurs restants se disputent le gain du match. Ce type de match était utilisé à la ECW originale.

#### Fatal four-way Elimination match
Comme son nom l'indique, le Fatal four-way Elimination est un type de match de catch où quatre catcheurs se battent. Le but est d'éliminer tous les catcheurs par tombé, par disqualification, ou par soumission. Le dernier « survivant » (le dernier catcheur qui est sur le ring et qui n'a pas été éliminé) est le gagnant. C'est aussi une variante du Fatal four -way.

#### Four Corners match
Il n'y a que deux catcheurs sur le ring, et deux à l'extérieur (comme pour un tag team match). Un catcheur entre dans le match en effectuant un changement. La victoire s'obtient lorsqu'un des deux catcheurs "officiels" effectue un tombé ou une soumission sur l'autre.

#### Six-Pack Elimination Challenge
Se déroule selon les mêmes règles qu'un Six-Pack Challenge, sauf qu'il se déroule par élimination, lorsqu'un des deux catcheurs "officiels" subit un tombé ou une soumission, ou est disqualifié ou décompté à l'extérieur.
Exemple: Randy Orton vs Sheamus vs Wade Barrett vs John Cena vs Edge vs Chris Jericho pour le WWE Championship à Night Of Champions 2010

#### Bataille royale
Cet article possède un paronyme, voir Battle Royale.
(En anglais : battle royal)

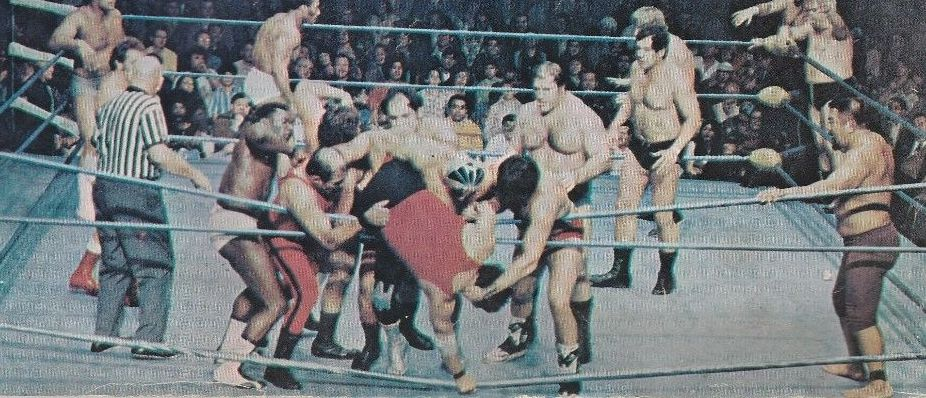
Bataille royale en 1974.

Plusieurs catcheurs sont dans le ring (généralement entre dix et vingt). Pour gagner, il faut projeter les adversaires au-dessus de la 3e corde, et il faut impérativement que le catcheur projeté touche le sol de ses deux pieds, sinon, le catcheur n'est pas déclaré éliminé. Ainsi, il est possible pour un catcheur de remonter sur le ring alors qu'il n'a mis qu'un pied au sol ou qu'il est descendu du ring en passant sous les cordes.
Le dernier catcheur sur le ring est déclaré vainqueur. La plus grande bataille royale était constituée de 41 catcheurs sur le ring à Smackdown, Randy Orton a gagné ce match.
Une fois par an se déroule une grande bataille royale à 20, 30 ou même 40 catcheurs, le Royal Rumble à la WWE ; c'est une variante car les catcheurs entrent à intervalles réguliers, le match commence à deux puis les autres arrivent après 1 minute 30.
Il existe une variante, la Reverse Bataille Royale, où des catcheurs se battent en dehors du ring. Pour se qualifier, il faut impérativement monter sur le ring en passant au-dessus de la troisième corde. Le match se déroule ensuite comme une bataille royale jusqu'à ce qu'il n'y ait plus que deux catcheurs, qui s'affrontent dans un match normal.
Pour les batailles royales de Divas, les règles ne changent pas à la seule exception qu'une diva peut être éliminée sans obligatoirement passer par-dessus la troisième corde, la diva est éliminée si ses deux pieds touchent le sol (après la révolution féminine de la WWE en 2016, les femmes doivent passer par-dessus la troisième corde pour être éliminées).

#### Casino Battle Royale
Cette stipulation, variante de la bataille royale classique, a été créée par All Elite Wrestling pour leur événement inaugural, Double or Nothing le 25 mai 2019.
Le match compte 21 participants. Chaque lutteur tire préalablement une carte à jouer dans un paquet spécial comptant cinq cartes dans chacune des quatre couleurs ainsi qu'un joker. Lors du match, une première couleur est choisie au hasard et les cinq participants qui ont tiré cette couleur commencent le match. Toutes les trois minutes, une nouvelle couleur est sélectionnée au hasard et cinq lutteurs supplémentaires font leur entrée dans le match. Le 21e et dernier participant est celui qui a tiré le joker.

#### Dynamite Dozen Battle Royale
Cette stipulation, variante de la bataille royale classique, a été créée par All Elite Wrestling.
Le match met en scène douze lutteurs qui se battent dans une bataille royale standard, les deux derniers concurrents restant sur le ring pour s'affronter à une date ultérieure afin de gagner un prix spécial.
Un seul type de match a eu lieu jusqu'à présent, à savoir l'épisode d'AEW Dynamite du 20 novembre 2019. Adam Page et MJF étaient les deux derniers combattants. MJF bat Page sur l'épisode de Dynamite de la semaine suivante et a reçu le "AEW Dynamite Diamond Ring".

#### Gauntlet match
Un Gauntlet match est une série de matchs rapides entre deux adversaires. Au départ, deux catcheurs s'affrontent sur le ring et à chaque fois que l'un d'eux se fait éliminer, un autre prend sa place, le nombre de combat étant défini à l'avance. Le vainqueur est le dernier à rester sur le ring. Ce type de match était souvent utilisé à la World Championship Wrestling dans les années 1990 sous le nom Slobber Knocker où un catcheur devait battre un par un les « subalternes » avant d'affronter le catcheur à la tête d'un clan.
Ce type de match existe également en équipe appelé Tag Team Gauntlet match ou Turmoil match.

#### Royal rumble match
Il s'agit d'une variante de bataille royale où deux des participants commencent et les autres catcheurs arrivent l'un après l'autre après un temps défini par la fédération qui organise ce match. Le but étant de faire tomber ses adversaires du ring en les faisant passer par-dessus la troisième corde, le vainqueur étant le dernier à être sur le ring. C'est Pat Patterson qui invente ce type de match pour la World Wrestling Federation (WWF devenue WWE en 2002) en 1988. D'autres fédérations que la WWE organisent ponctuellement ce type de match comme la Chikara ou la Women Superstars Uncensored.

### Matchs non basés sur l'élimination
Plusieurs catcheurs s'affrontent sur le ring : Triple Threat match (« match triple menace »), Fatal Four Way match (pour 4 personnes). Le but consiste à battre uniquement un adversaire pour remporter la victoire. Il se peut que certaines fédérations appliquent la règle de non-disqualification sur ce genre de match: la WWE, hormis pour les Handicap matchs, applique cette règle.

#### Handicap match
Match classique où un catcheur - ou une équipe de catcheurs - sera opposé à une équipe constituée d'un nombre plus important de coéquipiers (1 contre 2, 2 contre 3, etc.).
ex: Edge et Kelly Kelly contre Dolph Ziggler et l'équipe féminine LayCool pour le World Heavyweight Championship.
Il existe aussi des matchs comme le match CM Punk vs Paul Heyman et Ryback dans un Hell in a Cell Handicap match.

#### Scramble match
Le match original (inauguré à WrestleMania 2000 pour le Championnat Hardcore) opposait de nombreux catcheurs : un tombé ou une soumission, effectué par n'importe qui n'importe où du début à la fin du match, faisait de celui qui l'avait réalisé le champion.
Le match a été repris lors d'Unforgiven 2008, avec des règles différentes : le match est obligatoirement un match de championnat, et débute avec deux catcheurs dans le ring. Les autres participants (en nombre beaucoup plus réduit qu'à WrestleMania 2000) arrivent à intervalle régulier (à la manière d'un Royal Rumble, décompte compris). Toute personne réussissant un tombé ou une soumission sur n'importe qui dans le ring devient champion "par intérim", il n'est officiellement champion qu'à la fin du temps règlementaire du match. Si quelqu'un d'autre réussit un tombé ou une soumission, c'est lui qui devient champion par intérim (le rôle du champion par intérim est alors d'empêcher les autres de prendre sa place). Un autre Scramble a eu lieu a The Bash 2009 pour le ECW Championship.
À la fin du temps règlementaire, le champion par intérim devient officiellement champion. Cependant, tous les champions intérimaire pendant le combat ne sont pas officiellement reconnu champion dans l'historique des règnes.

#### Triple Threat match
Le Triple Threat match (« match triple menace ») est un match dans lequel, pour gagner, il faut faire un tombé sur l'une des deux autres personnes en présence. Mais avant toute chose, il faut que l'autre catcheur ne soit pas en mesure d'intervenir pendant le tombé. Ce match se déroule avec trois catcheurs, il peut aussi se gagner par abandon d'un des adversaires et il n'y a pas de décompte à l'extérieur.

#### Fatal Four Way match
Également nommé Fatal4Way, il s'agit d'une variante du Fatal Four Way Elimination mais sans élimination : le premier catcheur à réussir un tombé ou une soumission remporte le match.

#### Fatal Five Way match
Nommé aussi Fatal 5-Way match, c'est la copie du Fatal Four Way match, la seule différence au lieu d'avoir quatre catcheurs dans un ce sont cinq qui s'affrontent dans ce match, comme pour le Fatal4Way le vainqueur doit gagner par tombé ou soumission, il y a dans ce match pas règle de disqualification, ni de décompte à l'extérieur. Le match le plus connu à ce jour à la World Wrestling Entertainement est un match pour le WWE Intercontinental Championship entre Dean Ambrose, Kevin Owens, Dolph Ziggler, Tyler Breeze, et Stardust lors de Raw du 15 février 2016.

#### Six-Pack Challenge
Match à six participants. Deux catcheurs sont directement sur le ring et se battent selon les règles de base, et les quatre autres sont positionnés dans les quatre coins du ring. Ils peuvent y entrer en effectuant un changement, comme dans les matchs par équipe, avec l'un des deux adversaires présents sur le ring qui cède alors sa place. Le premier catcheur à réussir un tombé ou une soumission sur l'autre adversaire officiel est déclaré vainqueur. Ces matchs sont aussi utilisés à la Ring of Honor sous le nom de Six-man Mayhem match.

#### Iron Survivor Challenge
Match à cinq participants dans lequel 5 compétiteurs participe à un match de 25 minutes. Deux catcheurs commence le match et toutes les 5 minutes, un nouveau participant entre jusqu'à ce que les 5ème et dernier participant entre à 15 minutes de la fin du match. Chaque fois qu'un catcheur fait un tombé, une soumission ou subit une disqualification, il marque un point. Les points epuvent être marqué avant l'arrivée des autres participants. Du côté du combattant qui subit le tombé, est soumis ou disqualifié, il doit aller dans une boite de pénalité pendant 90 secondes avant de pouvoir re-entrer dans le match. Le gagnant du match est surnommé l'Iron Survivor qui est celui qui à inscris le plus de points à la fin des 25 minutes. S'il y a une égalité à la fin du match, une mort subite à lieu entre les participants à égalité. Les gagnants hommes et femmes reçoivent respectivement une opportunité pour le NXT Championship et NXT Women's Championship.

## Matchs féminins
Les femmes peuvent ou non participer aux matchs cités dans les autres catégories selon la fédération auquel ils appartiennent (les Ladder match, à l'exception du Money in The bank à partir de 2017, sont par exemple uniquement masculins à la WWE, mais pas à la OVW où les femmes peuvent en faire).
Mais il existe également des matchs uniquement destinés aux femmes :

### Bra and Panties match
Pour gagner un match « Soutien-gorge et culotte », il faut enlever les vêtements de son adversaire de façon à qu'elle se retrouve en sous-vêtements. Ce match est également possible en équipe, auquel cas le match se termine lorsque toutes les membres d'une équipe se retrouvent en sous-vêtements.
Il existe une variante appelée Evening Gown match où les catcheuses sont habillées en robe de soirée. Pour gagner, il suffit d'enlever la robe de soirée de l'adversaire.

### Extreme Makeover Match
Match hardcore où divers objets dits « féminins » (tables à repasser, maquillage, balais, sprays...) sont disposés près du ring dans le but d'être utilisés comme arme. La victoire s'obtient par tombé ou soumission dans le ring.
Ce type de match a été inauguré à Extreme Rules 2010, ou Beth Phoenix a battu Michelle McCool.

### Lockbox Knockout match
Match pour la division féminine de la TNA et comptant plusieurs gagnantes : le but est d'obtenir des clés, sans savoir ce que chacune ouvre. À la fin du match, chacune des gagnantes doit ouvrir l'une des caisses et recevoir (ou subir) son contenu (décidé à l'avance pour des raisons scénaristiques). Il peut s'agir d'un titre, d'un futur match de championnat ou d'un tout autre enjeu (comme, lors d'un match en 2010, d'un strip-tease obligatoire pour celle qui reçoit la boite).

### Pyjama Pillow Fight match
Match extrême en individuel où les oreillers sont tolérés (les catcheuses peuvent se taper dessus avec). La victoire est accordée à la première diva qui réussit un tombé ou une soumission sur le ring. Du fait que la plupart du temps il y a de nombreuses catcheuses dans le match, il n'y a ni disqualification ni décompte extérieur.
Exemple : Eve Torres a gagné le seul match à la WWE.

### Santa's Little Helper
Match généralement organisé chaque année par la World Wrestling Entertainment. Il s'agit d'un match classique à 3 contre 3, dans lequel les participantes sont déguisées en Mères Noël.

## Matchs par équipe
Il existe aussi des matchs par équipe. Voir Tag team pour les règles.
Les matchs peuvent être combinés avec des règles du catch hardcore.

### Matchs d'éliminations

#### Elimination tag team match
Comme un tag team match normal, mais les catcheurs qui perdent sont éliminés. La victoire est pour l'équipe qui a réussi à éliminer l'équipe opposante.
La plupart du temps ces matchs sont réalisés avec des équipes de quatre ou cinq et le plus souvent à Survivor Series.

#### Fatal-Four Way Elimination Tag team match
Match de catch où quatre équipes sont opposées l'une à l'autre mais où seules deux équipes à la fois combattent sur le ring (les autres attendent leur tour).

### Matchs mixtes
Un match où un homme et une femme s'affrontent avec les règles du singles match, et très rarement des hardcore matchs.

#### Mixed tag team match
Les deux équipes sont composées d'un homme et d'une femme. Contrairement au Intergender tag team match, deux personnes de sexe différent n'ont pas le droit de se battre. Si un membre d'une équipe effectue le tag avec un partenaire de sexe différent, dans l'autre équipe une personne de même sexe prend automatiquement la place de son partenaire sur le ring, sans avoir besoin d'effectuer de tag.

### 6-Mixed Tag Team Match
Identique à un mixed tag ordinaire, mêmes règles, mais chaque équipe est constituée de trois lutteurs au lieu de deux.

### 6-Man (Woman) Tag Team Match
Identique à un tag team ordinaire, mêmes règles, mais chaque équipe est constituée de trois lutteurs(ses) au lieu de deux.

### 8-Man (Woman) Tag Team Match
Identique qu'un tag team ordinaire, mêmes règles, mais chaque équipe est constituée de quatre lutteurs(ses) au lieu de deux.

### 10-Man (Woman) Tag Team Match
Identique qu'un tag team ordinaire, mêmes règles, mais chaque équipe est constituée de cinq lutteurs(ses) au lieu de deux.

### Parejas Incredibles match
Dans ce combat, les équipes sont composées d’ennemis ou rivaux.
Par ce genre de combat on veut illustrer la tension entre le désir de l’emporter et la haine de son partenaire.
ex. : Batista & John Cena vs Big Show & The Miz à Raw du 6 avril 2010 car John Cena et Batista étaient en rivalité ou The Miz & John Cena vs Justin Gabriel et Heath Slater pour les WWE Tag Team Championship à Raw le 6 février 2011 car John Cena et The Miz était en rivalité pour le WWE Championship.

### Parejas Suicidas
Le match se déroule comme un match par équipe normal.
Les deux membres de l'équipe perdante s'affrontent alors dans un Lucha de Apuesta match.

### Tag Team Battle Royal
Comme dans une Battle Royal classique, tou(te)s les catcheur(se)s se battent en même temps sur le ring. Pour éliminer une équipe de deux ou trois, il faut que l'un(e) des membres d'une équipe soit éliminé(e) du ring, à condition de le (la) faire passer par-dessus la troisième corde et que les deux pieds touchent le sol. Lorsqu'un(e) catcheur(se) est éliminée, son équipe l'est automatiquement. À la All Elite Wrestling, il n'y a pas d'élimination automatique. Pour qu'une équipe entière soit éliminée, il faut éliminer tou(te)s les membres de celle-ci de la même façon.

### Tornado Tag Team match
Match dans lequel deux équipes de deux catcheur(se)s s'affrontent en même temps sur le ring, où il n'y a ni partenaire légal(e), ni partenaire illégal(e), ni disqualification, ni décompte extérieur. Tous les coups sont permis. En règle générale, la stipulation Tornado est ajoutée à partir du moment où une première stipulation a déjà été ajoutée (TLC, Ladder, Table, Hell In A Cell, Steel Cage ; sauf Lumberjack/jill et Rage in the Cage).

### Match de Bousculade dans le stade ou l'anarchie dans l'arène
Match dans lequel deux équipes de quatre ou cinq catcheur(se)s s'affrontent en même temps n'importe où dans l'arène, où il n'y a ni partenaire légal(e), ni partenaire illégal(e), ni disqualification, ni décompte extérieur. Tous les coups sont permis. En revanche, la victoire ne peut se faire que par tombé ou soumission sur le ring.
Le terme Bousculade dans le stade (ang. Stadium Stampede) était initialement utilisé lorsque le match se déroulait dans un stade vide à l'époque où les matchs de catch se déroulaient à huis clos, et était un match cinématographique lors de l'événement Double or Nothing de 2020. Le match de 2021, qui poursuivait les plans de l'AEW pour mettre fin aux confinements liés à la pandémie en rassemblant un amphithéâtre Daily's Place complet, a commencé comme un match cinématographique, mais s'est terminé en direct sur le lieu même de l'événement. L'anarchie dans l'arène (ang. Anarchy in the Arena) est un match qui se déroule dans l'intégralité du lieu où se déroule l'événement et se déroule en direct sur place, se déversant souvent dans les halls et les voies d'accès aux vestiaires, aux entrepôts et souvent dans un stand de restauration inutilisé.